# Krantenmethode
De krantenmethode is een methode om twee bijenvolken te verenigen. Hierbij worden de twee kasten van de bijenvolken bovenop elkaar gezet, met ertussen een krant waar enkele gaatjes in zijn gemaakt. De bijen knagen zich dan via de krant naar elkaar toe. De drukinkt zorgt ervoor dat beide volken bij aanvang dezelfde geur hebben zodat ze vlot aan elkaar wennen. 
De krantenmethode heeft als bijkomend voordeel dat ook varroamijten uit het volk worden verwijderd; De vele afgebeten minuscule krantensnippers hebben hetzelfde effect als poedersuiker bij de poedersuikerbehandeling.